# حوزه انتخابیه کنگاور، صحنه و هرسین
حوزهٔ انتخاباتی کنگاور، صحنه و هرسین یکی از حوزه از حوزه‌های استان کرمانشاه برای انتخابات مجلس شورای اسلامی است. این حوزه به مرکزیت کنگاور، ۱ نماینده دارد.

## نمایندگانمجلس شورای اسلامی
این فهرست شامل نمایندگان حوزهٔ انتخابیهٔ کنگاور، صحنه و هرسین در مجلس شورای اسلامی است. این حوزهٔ انتخابیه تاکنون در هر دوره یک نماینده داشته‌است.
| دوره    | نام نماینده       | از سال | تا سال | رای    | درصد |
| ------- | ----------------- | ------ | ------ | ------ | ---- |
| اول     | سید عباس میریونسی | ۱۳۵۹   | ۱۳۶۳   | -      | -    |
| دوم     | محمد حصاری        | ۱۳۶۳   | ۱۳۶۷   | -      | -    |
| سوم     | وحید احمدی        | ۱۳۶۷   | ۱۳۷۱   | -      | -    |
| چهارم   | حسن سلیمانی       | ۱۳۷۱   | ۱۳۷۵   | -      | -    |
| پنجم    | قدرت‌الله نظری‌نیا  | ۱۳۷۵   | ۱۳۷۹   | -      | -    |
| ششم     | حسن سلیمانی       | ۱۳۷۹   | ۱۳۸۳   | -      | -    |
| هفتم    | حسن سلیمانی       | ۱۳۸۳   | ۱۳۸۷   | -      | -    |
| هشتم    | سید جواد زمانی    | ۱۳۸۷   | ۱۳۹۱   | -      | -    |
| نهم     | وحید احمدی        | ۱۳۹۱   | ۱۳۹۵   | -      | -    |
| دهم     | حسن سلیمانی       | ۱۳۹۵   | ۱۳۹۹   | -      | -    |
| یازدهم  | علی رضایی         | ۱۳۹۹   | ۱۴۰۳   | ۳۶٫۳۴۱ | -    |
| دوازدهم | وحید احمدی        | ۱۴۰۳   | ۱۴۰۷   | -      | -    |

## پی‌نوشت و منبع
- «جدول حوزه‌های انتخابیه در انتخابات دهمین دورهٔ مجلس شورای اسلامی» (PDF). مرکز پژوهش و سنجش افکار صدا و سیما. بایگانی‌شده از اصلی (PDF) در ۵ اكتبر ۲۰۱۸. دریافت‌شده در ۲۶ ژوئیه ۲۰۱۶. تاریخ وارد شده در |archive-date= را بررسی کنید (کمک)